# Cascadia (Oregon)

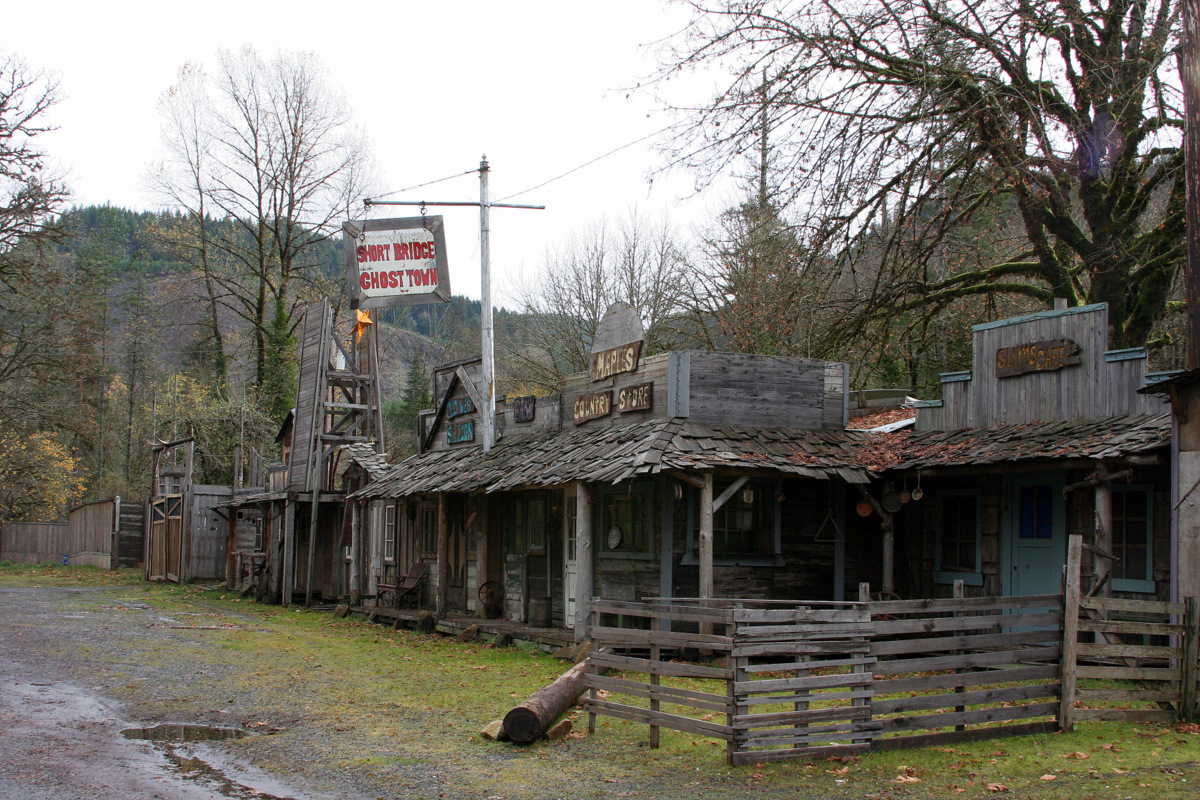
Óvárosi hatást keltő településrész

Cascadia az Amerikai Egyesült Államok északnyugati részén, Oregon állam Linn megyéjében, Sweet Home-tól 23 km-re keletre elhelyezkedő statisztikai település. A 2010. évi népszámláláskor 147 lakosa volt. Területe 13 km², melynek 100%-a szárazföld.
Az 1892-ben a Déli-Santiam-folyó mentén alapított település postahivatala 1898-ban jött létre; a Santiam Wagon Road postakocsi-útvonalnak a közösségben is volt megállója. A helyiség népszerű turistacélpont volt az ásványvíz-forrás miatt; az első postamester, George Geisendorfer a Cascadia Mineral Springs üdülőben egy hotelt üzemeltetett. A telket 1940-ben eladták Oregon államnak; ma az 1,2 km² területű Cascadiai Állami Park részét képezi.

## Éghajlat
A település éghajlata a Köppen-skála szerint mediterrán (Csb-vel jelölve). A legcsapadékosabb a november–december, a legszárazabb pedig a július–augusztus közötti időszak. A legmelegebb hónap július és augusztus, a leghidegebb pedig december.
| Hónap                         | Jan.  | Feb.  | Már. | Ápr. | Máj. | Jún. | Júl. | Aug. | Szep. | Okt. | Nov.  | Dec.  | Év    |
| ----------------------------- | ----- | ----- | ---- | ---- | ---- | ---- | ---- | ---- | ----- | ---- | ----- | ----- | ----- |
| Rekord max. hőmérséklet (°C)  | 22,8  | 26,1  | 27,8 | 34,4 | 36,7 | 38,3 | 41,1 | 40,0 | 38,9  | 33,9 | 25,6  | 20,6  | 41,1  |
| Átlagos max. hőmérséklet (°C) | 7,8   | 10,6  | 12,8 | 15,0 | 18,3 | 21,1 | 25,6 | 26,1 | 23,3  | 16,7 | 10,0  | 6,7   | 16,2  |
| Átlaghőmérséklet (°C)         | 4,2   | 5,6   | 7,2  | 9,2  | 12,0 | 14,5 | 17,5 | 17,5 | 14,7  | 10,3 | 6,1   | 3,7   | 10,2  |
| Átlagos min. hőmérséklet (°C) | 0,6   | 0,6   | 1,7  | 3,3  | 5,6  | 7,8  | 9,4  | 8,9  | 6,1   | 3,9  | 2,2   | 0,7   | 4,3   |
| Rekord min. hőmérséklet (°C)  | −17,2 | −16,7 | −7,8 | −5,6 | −3,9 | −1,1 | 0,6  | −1,1 | −3,3  | −9,4 | −12,8 | −18,9 | −18,9 |
| Átl. csapadékmennyiség (mm)   | 208   | 172   | 174  | 151  | 122  | 87   | 23   | 28   | 56    | 132  | 252   | 237   | 1642  |
| Forrás: The Weather Channel   |       |       |      |      |      |      |      |      |       |      |       |       |       |

## Népesség
A 2010-es népszámláláskor  147 lakója, 63 háztartása és 38 családja volt. A népsűrűség 11,3 fő/km2. A lakóegységek száma 84, sűrűségük 6,5 db/km2. A lakosok 89,1%-a fehér,  1,4%-a indián,   2,7%-a egyéb, 6,8%-a pedig kettő vagy több etnikumú. A spanyol vagy latino származásúak aránya 6,1% (2% mexikói,   4,1% egyéb spanyol vagy latino származású.)
A háztartások 20,6%-ában élt 18 évnél fiatalabb. 47,6% házas, 6,3% egyedülálló nő, 6,3% egyedülálló férfi, 39,7% pedig nem család. 31,7% egyedül élt; 15,8%-uk 65 éves vagy idősebb. Egy háztartásban átlagosan 2,33 személy élt; a családok átlagmérete 2,89 fő.
A medián életkor 47,3 év volt. Lakóinak 20,4%-a 18 évesnél fiatalabb, 2% 18 és 24 év közötti, 21,8%-uk 25 és 44 év közötti, 31,3%-uk 45 és 64 év közötti, 22,4%-uk pedig 65 éves vagy idősebb. A lakosok 53,7%-a férfi, 46,3%-a pedig nő.

## Fordítás
Ez a szócikk részben vagy egészben  a   Cascadia, Oregon című angol Wikipédia-szócikk ezen változatának fordításán alapul.  Az eredeti cikk szerkesztőit annak laptörténete sorolja fel. Ez a jelzés csupán a megfogalmazás eredetét és a szerzői jogokat jelzi, nem szolgál a cikkben szereplő információk forrásmegjelöléseként.